# Lyginia excelsa
Lyginia excelsa là một loài thực vật có hoa trong họ Anarthriaceae. Loài này được B.G.Briggs & L.A.S.Johnson mô tả khoa học đầu tiên năm 2000.